# Staroseltsi
Staroseltsi (búlgaro: Старосѐлци) es un pueblo de Bulgaria perteneciente al municipio de Ískar de la provincia de Pleven.
Se ubica en la orilla oriental del río Iskar, unos 10 km al norte de la capital municipal Ískar sobre la carretera 1307.

## Demografía
En 2011 tiene 1021 habitantes, de los cuales el 96,27% son étnicamente búlgaros.
En anteriores censos su población ha sido la siguiente:
| Gráfica de evolución demográfica de Staroseltsi entre 1934 y 2011 |
|                                                                   |